# هام الغربية (دائرة انتخابية في المملكة المتحدة)
هام الغربية (بالإنجليزية: West Ham)‏ هي إحدى الدوائر الانتخابية في المملكة المتحدة الممثلة في مجلس العموم في برلمان المملكة المتحدة.
عضو البرلمان الذي يمثلها حالياً هو :Lyn Brown (Lab).